# Station Mokre Małopolskie
Station Mokre Małopolskie is een spoorwegstation in de Poolse plaats Mokre.